# Gustav Meinertz
Gustav Meinertz (Berlín, 21 de agosto de 1873 – Colonia, 11 de septiembre de 1959) fue un sacerdote católico. Fue ordenado sacerdote en la catedral de Colonia en 1897. Experto en Tierra Santa.

## La salvación de la Torá
Durante la quema de sinagogas en noviembre de 1938 por los nazis, Gustav Meinertz salvó la Torá de la sinagoga de Colonia, a la que le habían prendido fuego. Como motivo indicó: "Se está destruyendo no sólo la Biblia de los judíos, sino también la de los cristianos. Es la misma, el Antiguo Testamento." Escondió la Torá en su propia casa y, tras la guerra, la entregó a los responsables de la sinagoga, que había sido reconstruida. Como había sufrido daños por el fuego, no se pudo utilizar en la liturgia. Se mostraba en la sinagoga de Colonia en una vitrina, hasta que en 2007 fue restaurada en Jerusalén con apoyo económico de la archidiócesis de Colonia. El cardenal Joachim Meisner quiso de esta forma que se volviera a utilizar en la liturgia.

## Publicaciones
- Gustav Meinertz: Im Lande des Herrn: Ein Palästinabüchlein, Donauwörth 1939
- Valmar Cramer, Gustav Meinertz: Das Heilige Land in Vergangenheit und Gegenwart. Gesammelte Beiträge und Berichte zur Palästinaforschung, Erster Band, Palästinaheft Nr.17-20, Köln 1939

- Datos: Q104620